# Dragonslayer
 Dragonslayer és una pel·lícula documental americana de Tristan Patterson estrenada el 2011.

## Argument
El cineasta Tristan Patterson passa uns quants mesos seguint el camí -pel que sembla -sense objecte d'un patinador en aquest documental. Josh "Skreech" Sandoval viu a Fullerton, Califòrnia i es guanya la seva vida com a patinador -- competeix en esdeveniments internacionals i ha acumulat alguns suports, però li falta la disciplina per ser una figura en l'esport. En canvi, Sandoval prefereix portar una existència nòmada, vagant de barri en barri, buscant la piscina abandonada perfecta o un lloc per patinar, i freqüentment s'automedica amb alcohol i drogues. Sandoval té una xicota, Leslie Brown, que està disposada a tractar amb la seva -de vegades- personalitat voluble, i té un fill jove d'una relació prèvia, Sid Rocket Sandoval, però sobretot Sandoval és un solitari que se centra en un inacabable ara més que en considerar un molest passat I un futur incert. Dragonslayer se centra menys en la carrera de Sandoval en monopatí i més en la seva personalitat, i com negocia els pics i valls d'una cultura. Dragonslayer es va estrenar al South by Southwest Film Festival del 2011.

## Repartiment
En els seus propis papers :
- Josh «Skreech» Sandoval

## Banda original
La pel·lícula conté, entre d'altres, cançons dels grups Dungen, Death i The Germs.

## Rebuda de la crítica
Dragonslayer rep majoritàriament crítiques positives. El portal Rotten Tomatoes afirma que un 83% de 12 crítics han donat una opinió positiva sobre la pel·lícula, amb una mitjana de 6,3/10
El portal Metacritic dona una nota de 70 sobre 100 indicant crítiques positives